# Eino Purje
Eino Purje (Finlandia, 21 de febrero de 1900-2 de septiembre de 1984) fue un atleta finlandés, especialista en la prueba de 1500 m en la que llegó a ser medallista de bronce olímpico en 1928.

## Carrera deportiva
En los JJ. OO. de Ámsterdam 1928 ganó la medalla de bronce en los 1500 metros, empleando un tiempo de 3:56.4 segundos, llegando a meta tras su compatriota Harry Larva y el francés Jules Ladoumègue (plata con 3:53.8 segundos).